# Liste profanierter Kirchen im Erzbistum Freiburg
Die Liste profanierter Kirchen im Erzbistum Freiburg führt Kirchen- und Kapellengebäude im Erzbistum Freiburg auf, die profaniert wurden. Sie wurden oder werden verkauft, umgebaut oder abgerissen.

## Liste
| Bild | Kirche                                             | Ort             | Bauzeit   | Profaniert       | Bemerkungen                                                                    |
| --- | -------------------------------------------------- | --------------- | --------- | ---------------- | ------------------------------------------------------------------------------ |
| Bild gesucht Die Wikipedia wünscht sich an dieser Stelle ein Bild vom hier behandelten Ort. Weitere Infos zum Motiv findest du vielleicht auf der Diskussionsseite . Falls du dabei helfen möchtest, erklärt die Anleitung , wie das geht. BW | Edith-Stein-Kapelle im Geistlichen Zentrum Sasbach | Sasbach         |           | 28. Juli 2006    | Abriss des Geistlichen Zentrums zugunsten von Wohnbebauung                     |
| | St. Elisabeth                                      | Freiburg-Brühl  | 1962–1965 | 1. Oktober 2006  | Umbau des Kirchengebäudes zu Mehrfamilienhaus                                  |
| Bild gesucht Die Wikipedia wünscht sich an dieser Stelle ein Bild vom hier behandelten Ort. Weitere Infos zum Motiv findest du vielleicht auf der Diskussionsseite . Falls du dabei helfen möchtest, erklärt die Anleitung , wie das geht. BW | St. Johannes                                       | Ladenburg       | 1958      | Juli 2012        | Abriss des Kirchengebäudes im Jahr 2020 zugunsten von Kindergarten-Erweiterung |
| Bild gesucht Die Wikipedia wünscht sich an dieser Stelle ein Bild vom hier behandelten Ort. Weitere Infos zum Motiv findest du vielleicht auf der Diskussionsseite . Falls du dabei helfen möchtest, erklärt die Anleitung , wie das geht. BW | St. Pirmin                                         | Sasbach         |           | 28. Juli 2016    | Abriss des Kirchengebäudes zugunsten von Wohnbebauung und Supermarkt-Neubau    |
| | Heilige Familie                                    | Lörrach-Stetten | 1965–1967 | 17. Oktober 2016 | Abgabe der Kirchenglocken nach Uganda                                          |
| | St. Sebastian                                      | Ladenburg       | 11. Jhd.  | Ende 2017        | Übernahme des Kapellengebäudes durch die Stadt Ladenburg                       |
| | St. Paulus                                         | Maulburg        | 1965–1966 | Juni 2024        |                                                                                |